# Västra Viggesören
Västra Viggesören är en ö nära Högsar i Nagu,  Finland. Den ligger i Skärgårdshavet i Pargas stad i den ekonomiska regionen  Åboland i landskapet Egentliga Finland, i den sydvästra delen av landet. Ön ligger omkring 6 kilometer söder om Högsar, 12 kilometer söder om Nagu kyrka, 46 kilometer sydväst om Åbo och omkring 170 kilometer väster om Helsingfors. Närmaste allmänna förbindelse är förbindelsebryggan vid Östra Rockelholm som trafikeras av M/S Cheri.
Öns area är 12 hektar och dess största längd är 0,5 kilometer i öst-västlig riktning. Ön höjer sig omkring 20 meter över havsytan.